# Lucio Voreno

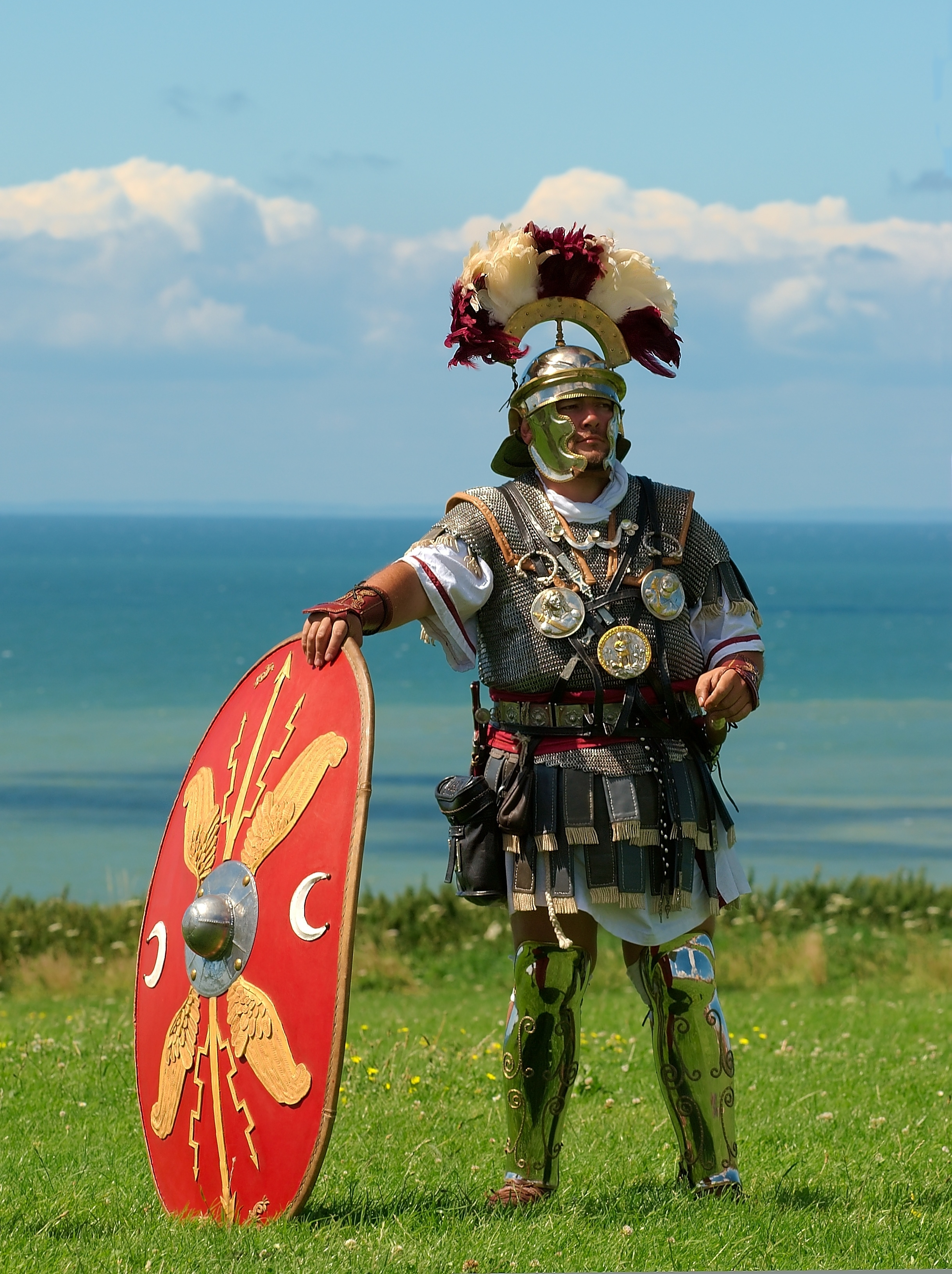
Representación de un centurión romano en Boulogne, Francia.

Lucio Voreno (en latín, Lucius Vorenus, traducido en ocasiones como Lucio Vareno) fue un centurión de la IX Legión romana, mencionado por  Julio César en el capítulo 44 del Libro V De Bello Gallico (Comentarios sobre la Guerra de las Galias).
César refiere que Voreno rivalizaba con otro centurión, de nombre Tito Pulón, compitiendo en primera fila por ser visto como el más valeroso.
El texto del capítulo 44 del Libro V del De Bello Gallico es el siguiente:  

«Erant in ea legione fortissimi viri, centuriones, qui primis ordinibus appropinquarent, Titus Pullo et Lucius Vorenus. Hi perpetuas inter se controversias habebant, quinam anteferretur, omnibusque annis de locis summis simultatibus contendebant. Ex his Pullo, cum acerrime ad munitiones pugnaretur, "Quid dubitas," inquit, " Vorene? aut quem locum tuae probandae virtutis exspectas ? hic dies de nostris controversiis iudicabit." Haec cum dixisset, procedit extra munitiones quaque pars hostium confertissima est visa irrumpit. Ne Vorenus quidem tum sese vallo continet, sed omnium veritus existimationem subsequitur. Mediocri spatio relicto Pullo pilum in hostes immittit atque unum ex multitudine procurrentem traicit; quo percusso et exanimato hunc scutis protegunt, in hostem tela universi coniciunt neque dant regrediendi facultatem. Transfigitur scutum Pulloni et verutum in balteo defigitur. Avertit hic casus vaginam et gladium educere conanti dextram moratur manum, impeditumque hostes circumsistunt. Succurrit inimicus illi Vorenus et laboranti subvenit. Ad hunc se confestim a Pullone omnis multitudo convertit: illum veruto arbitrantur occisum. Gladio comminus rem gerit Vorenus atque uno interfecto reliquos paulum propellit; dum cupidius instat, in locum deiectus inferiorem concidit. Huic rursus circumvento fert subsidium Pullo, atque ambo incolumes compluribus interfectis summa cum laude sese intra munitiones recipiunt. Sic fortuna in contentione et certamine utrumque versavit, ut alter alteri inimicus auxilio salutique esset, neque diiudicari posset, uter utri virtute anteferendus videretur.»

Traducido al español:

«Había en esta legión dos centuriones muy valerosos, Tito Pulón y Lucio Voreno, a punto de ser promovidos al primer grado. Andaban éstos en continuas competencias sobre quién debía ser preferido, y cada año, con la mayor emulación, se disputaban la precedencia. Pulón, uno de los dos, en el mayor ardor del combate al borde de las trincheras: « ¿En qué piensas, dice, oh Voreno?, ¿o a la cuándo aguardas a mostrar tu valentía? Este día decidirá nuestras competencias. » En diciendo esto, salta las barreras y embiste al enemigo por la parte más fuerte. No se queda atrás Voreno, sino que temiendo la censura de todos, síguele a corta distancia. Dispara Pulón contra los enemigos su lanza, y pasa de parte a parte a uno que se adelantó de los enemigos; el cual herido y muerto, es amparado con los escudos de los suyos, y todos revuelven contra Pulón cerrándole el paso. Atraviésanle la rodela, y queda clavado el estoque en el bálteo. Esta desgracia le paró de suerte la vaina que, por mucho que forcejeaba, no podía sacar la espada, y en esta maniobra le cercan los enemigos. Acude a su defensa el competidor Voreno, y socórrele en el peligro, al punto vuelve contra este otro el escuadrón sus tiros, dando a Pulfion por muerto de la estocada. Aquí Voreno, espada en mano, arrójase a ellos, bátese cuerpo a cuerpo, y matando a uno, hace retroceder a los demás. Yendo tras ellos con demasiado coraje, resbala cuesta abajo, y da consigo en tierra. Pulón, que le vio rodeado de enemigos, corre a librarle, y al fin ambos, sanos y salvos, después de haber matado a muchos, se restituyen a los reales cubiertos de gloria. Así la fortuna en la emulación y en la contienda guió a entrambos, defendiendo un émulo la vida del otro, sin que pudiera decirse cuál de los dos mereciese en el valor la primacía.»

## Representaciones ficticias
Lucio Voreno es la base para el personaje de ficción del mismo nombre que aparece en la serie de televisión Roma de la cadena HBO. También, junto con Tito Pulón (que al castellano se tradujo como «Tito Pulo»), aparece como personaje secundario en el penúltimo libro de la serie Masters of Rome de Colleen McCullough.